# Matthias Brehme
Matthias Brehme född den 7 februari 1943 i Markkleeberg, Tyskland, är en östtysk gymnast.
Han ingick i det östtyska lag som tog OS-brons i lagmångkampen i samband med de olympiska gymnastiktävlingarna 1968 i Mexico City.
Han återupprepade bedriften med OS-brons i lagmångkampen i samband med de olympiska gymnastiktävlingarna 1972 i München.